# San Leonardo da Porto Maurizio ad Acilia (titre cardinalice)
Le titre cardinalice de San Leonardo da Porto Maurizio ad Acilia (Saint Léonard de Port-Maurice à Acilia) a été institué par le pape François le 19 novembre 2016.
Le titre est attaché à l'église San Leonardo da Porto Maurizio (it) à Acilia Sud dans le Municipio X au sud-ouest de Rome. 

## Titulaires
- Sebastian Koto Khoarai (19 novembre 2016-17 avril 2021)
- Leonardo Ulrich Steiner (depuis le 27 août 2022)